# El desafío de los gigantes
El desafío de los gigantes (en italiano: La sfida dei giganti) es una película italiana de aventuras del género péplum, dirigida por Maurizio Lucidi en 1965, escrita por Lorenzo Gicca Palli y protagonizada por Reg Park.

## Reparto
- Reg Park como Hércules
- Gia Sandri como la reina Leda
- Giovanni Cianfriglia como Anteo
- Adriana Ambesi (aparece en los créditos como Audrey Amber) como Deyanira
- Luigi Barbini como Janto
- Gianni Solaro como Teseo
- Franco Ressel como Eteocles
- Luigi Donato como timonel

## Trama
Hércules (Reg Park) desciende a las entrañas de la tierra en busca de su hijo Janto, que ha sido capturado por la diosa Gea, ansiosa de vengarse de Hércules por haber asesinado a la Hidra. Entre tanto, el malévolo hijo de Gia, Anteo —también un semidiós— se hace pasar por Hércules y conquista la ciudad-estado de Siracusa, con la ayuda de su ambiciosa reina, Leda. Gobernando como un tirano bárbaro, Anteo (Giovanni Cianfriglia, que de hecho era el doble de Reg Park) empieza a exiliar y masacrar personas caprichosamente, con el ánimo de enlodar el nombre de Hércules. Tras rescatar a Janto, Hércules va a Siracusa, donde destruye a Anteo y la ciudad.

## Producción
Rodada cuando el género péplum estaba a punto de colapsarse, es uno de los ejemplos de cómo algunos productores trataron de exprimir el péplum hasta sus últimas consecuencias. Para ello se rebajó aún más el presupuesto de estas películas (que, salvo excepciones como El coloso de Rodas (1961), ya era escaso de por sí). No sólo se reaprovecharon escenarios de anteriores peplums sino de películas extranjeras rodadas en España e Italia sino que se añadió al metraje trozos de otros péplum ya rodados.
Esto no era algo nuevo. Por ejemplo, Ursus en la tierra del fuego incorporaba planos de la explosión del Vesubio de Los últimos días Pompeya y El hijo de Espartaco reutilizaba los escenarios de El coloso de Rodas. Incluso Hércules se sirvió de los decorados de Ulises de Mario Camerini. La diferencia es que un recurso económico terminó haciéndose extensivo por un desgaste creativo.
El desafío de los gigantes utiliza parte del metraje de La conquista de la Atlántida de Vittorio Cottafavi, y Hércules en el centro de la Tierra de Mario Bava aprovechando que fueron protagonizadas igualmente por Reg Park y lo similar de su argumento.

## Crítica
Las críticas a la película han sido sumariamente negativas. La película fue definida como de "encanto popular, vivo sobre todo gracias a su honesta ingenuidad" (Segnalazioni cinematografiche, vol. 58, 1965). Los críticos de cine Enrico Lancia y Fabio Melelli, en su texto titulado Attori stranieri del nostro cinema (actores extranjeros de nuestro cine), explican cómo la última película en la que Park interpreta al héroe Hércules por enésima vez, llegó en un momento en el que la filmografía de temas históricos y mitológicos había decaído.
"...por última vez interpreta a Hércules, aquí comprometido en la defensa de Siracusa. Pero a estas alturas la época dorada de las películas históricas y mitológicas se ha acabado irremediablemente, los gustos del público se decantan por los westerns italianos y al musculoso Park no le queda más que abandonar el cine...".

Enrico Lancia, Fabio Melelli, ''Attori stranieri del nostro cinema'', 2006, p. 140.